# Pont-canal de Cesse
Le pont-canal de Cesse est un pont-canal qui porte le canal du Midi au-dessus de la Cesse. Il est situé à Sallèles-d'Aude dans le département de l'Aude, à environ 1,8 km du port du Somail,.
À l'origine, le canal traversait la Cesse à niveau. Pierre-Paul Riquet, le premier architecte du canal, avait placé une chaussée incurvée de 205 m de long et 9,10 m de haut au travers de la Cesse pour élever le niveau de l'eau et rendre la traversée possible. Ce système de franchissement s'étant révélé problématique en période de crue, la chaussée est abandonnée et remplacée par un pont-canal.  
L'ouvrage est préconisé par Vauban lors de sa tournée d'inspection du canal du Midi. Antoine Niquet en dresse les plans et sa construction, entre 1689 et 1690, est confiée au maître-maçon Jean Goudet. Le pont comporte trois arches, celle du milieu faisant 18,3 m et les deux arches de côté 14,6 m chacune. La façade amont, endommagée par les violentes crues de la Cesse, a dû être entièrement remaniée. La façade aval n'a pas changé depuis le XVIIe siècle. 
À proximité du pont-canal on trouve l'épanchoir des Patiasses, la « Porte Minervoise » où débouche la rigole de Mirepeisset, rigole d'alimentation du canal du Midi dont la prise d'eau dans la Cesse se trouve à 2 km en amont, et Port-la-Robine, port de plaisance installé dans une section de l'ancien tracé du canal.

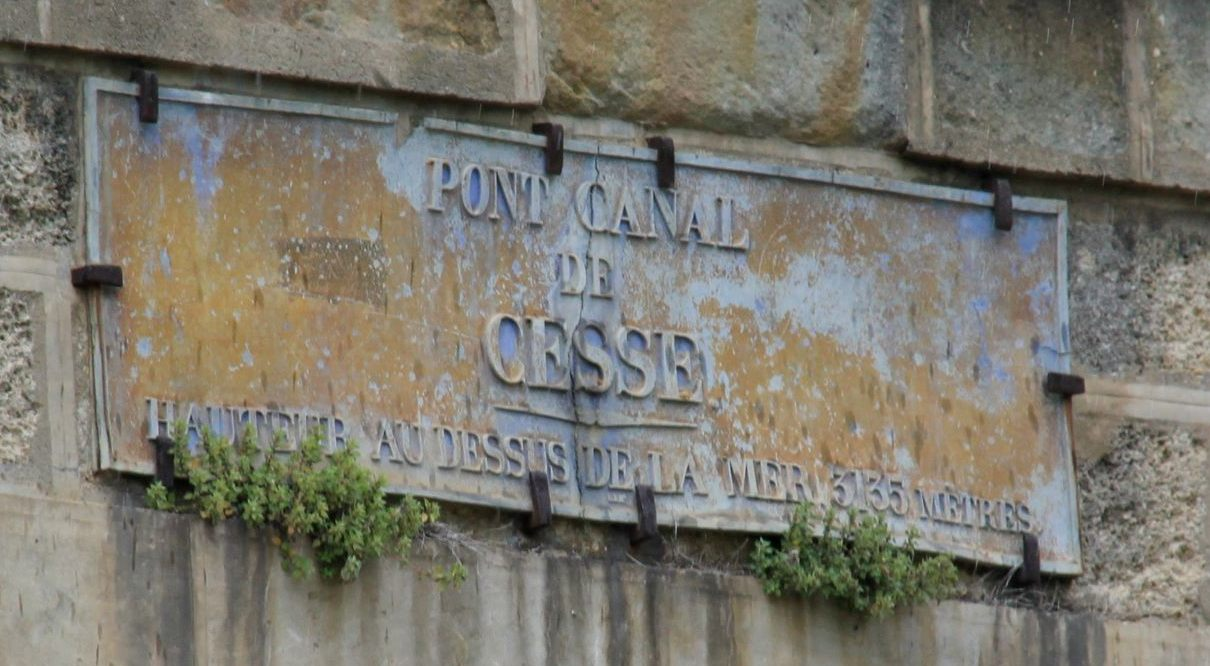
Plaque du pont-canal de Cesse.

## Pont-canal de Cesse dans le cinéma
En 1967, une séquence du film "Le Petit Baigneur" de Robert Dhéry, avec Louis de Funès, fut tournée ici.